# Pascal Parisot
Pour les articles homonymes, voir Parisot.
Pascal Parisot est un auteur, compositeur et interprète français, né à Pompey, en Meurthe-et-Moselle, le 20 novembre 1963,.

## Biographie

### Jeunesse et formation
Pascal Parisot passe son enfance dans les Vosges. Quand il a 12 ans, la découverte des Douze études pour guitare du compositeur brésilien Heitor Villa-Lobos par Andrés Segovia est une révélation. Ses parents lui achètent une guitare et l'inscrivent au conservatoire local pour y étudier pendant quatre ans la guitare classique. Sa passion l'accapare entièrement et ses résultats scolaires chutent, au point que sa scolarité s’arrête après la classe de troisième. Il annonce à ses parents qu'il veut devenir musicien.
Pendant une quinzaine d'années, il alterne les petits boulots et la musique. Quand il n'accompagne pas d'autres artistes, il se produit dans les pianos bars, les clubs de l'Est de la France et de l'Allemagne voisine, et joue même aux Antilles. Il reprend les classiques de la chanson française et les standards brésiliens. Peu à peu, Pascal Parisot commence à écrire ses chansons.

### Premiers albums
À la fin des années 1990, sa compagne Frédérique Dastrevigne, qui chante avec lui sur scène, le convainc de s'installer à Paris et de contacter les maisons de disques. Il enregistre une maquette de neuf titres et l'envoie par la Poste. La maison Sony est séduite.
Il signe rapidement un contrat avec Sony, via son label Epic Records et en septembre 2000, il enregistre ses premières compositions. Un CD 3 titres est édité, avec les titres Ça alors, Je t'aime et Inutile de me faire les yeux doux. En décembre, le chanteur se produit aux Transmusicales de Rennes, et le 26 janvier de l'année suivante sort son premier album Rumba, qui reçoit un excellent accueil. Le single « Ça alors ! » passe sur la plupart des radios nationales et son clip, tout en animation, tourne plusieurs fois par jour sur m6.
Une tournée s’ensuit et l’été suivant, il est programmé pour la première fois aux Francofolies de la Rochelle. À cette occasion, un reportage pour le journal de 20h de France 2 lui est consacré.
Fin 2002, Pascal Parisot est accueilli en résidence au théâtre des Bains Douches à Lignières, dans le Cher. Il y prépare la série de concerts qu'il donne au printemps 2003 à l'Européen à Paris. En octobre, son second album, Wonderful, voit le jour. Nicolas Repac, qui collabore avec d'Arthur H, en a signé les arrangements.
Pascal Parisot part en tournée avec Julie Delpy, Albin de la Simone et Thierry Stremler avec un spectacle intitulé La Nouvelle Scène sur un plateau..., puis enchaîne en 2004 avec une tournée solo.

### Radiomatic et les albums pour enfants
Parallèlement à sa carrière solo, Pascal Parisot développe un second projet musical avec Frédérique Dastrevigne au chant, sous le nom de Radiomatic. Le duo remet au goût du jour des perles et raretés pop. En 2006 sort l'album Ce soir après dîner, nous passerons des disques. Un second opus du projet, intitulé Radiomatic vol.2 - Cocktail Party, sort en 2010.
Le single Étonnez-moi benoît se retrouve en play list sur Europe 1 et sur plusieurs autres radios nationales.
En 2007, son troisième album solo, Clap ! Clap !, marque la fin de sa collaboration avec sa maison, de disques. réalisé en auto-production.
L'année 2008 marque un tournant dans sa carrière. La directrice artistique des livres-CD chez Milan Jeunesse le persuade d'écrire pour les enfants. Enthousiaste, il écrit en 10 jours un album dont la thématique centrale est la nourriture : Les Pieds dans le plat. Le succès est au rendez-vous et Pascal Parisot devient « le chanteur qui réussit à plaire autant aux enfants qu'aux parents ». Il donne une longue série de concerts (plus de 400 représentations) en compagnie de Jacques Tellitocci aux percussions.
En 2010, il sort un second album pour enfants, Bêtes en stock, qui tourne autour des animaux, puis en 2013, un troisième album, La Vie de château.
Le disque suivant, Chat chat chat, est entièrement consacré au félin de compagnie. Il sort en juin 2015. Un livre-disque, illustré par le dessinateur Charles Berberian, suit en septembre. La tournée débute au Café de la Danse, en présence du dessinateur qui réalise des illustrations en direct. Le spectacle reçoit le prix Talent ADAMI Musique jeune public 2017.
Fin 2016, il met en scène le premier spectacle du percussionniste Jacques Tellitocci, C'est parti mon kiki !, également récompensé par le prix Talent ADAMI Musique jeune public 2017. La même année il publie « Superchat » la première aventure musicale d’un chat super héros : « Les souffrances du gros Werther »
Le soir du 10 décembre 2018, à la salle Pleyel de Paris, Pascal Parisot reçoit le Grand prix Sacem avec Orelsan, MC Solaar, Renaud et quelques autres... Le nouveau livre album « Mort de rire » (un disque d’horreur) dessiné par Charles Berberian, sort en avril 2019. Le spectacle du même album part en tournée et passe par Paris à la Cigale.
Il obtient un Coup de coeur Jeune Public printemps 2019 de l'Académie Charles Cros avec Charles Berberian pour Mort de rire et un Coup de coeur Jeune Public automne 2020 de la même Académie pour Tous des chats.
En janvier 2020, l’album « Chat chat chat » est revisité et chanté par quelques amies et amis artistes tels que : Rosemary Standley, Arthur H, Agnès Jaoui, Vincent Delerm, La Grande Sophie, Albin de la Simone, Emily Loizeau, Oldelaf, Alexis HK et Fredda. Les chansons sont reliées par une histoire contée par Thibault de Montalembert.
En 2021, est sortie la deuxième histoire de Superchat intitulée « À la recherche du paon perdu » avec Marc Boutavant comme illustrateur - (Coup de cœur Jeune Public automne 2021 de l'Académie Charles-Cros).
En 2023, Pascal entame une résidence au musée d'Orsay à Paris afin d'écrire un album de chansons sur l'art. Il en résulte une comédie musicale intitulée « Pompon Pompon, une balade au Musée d'Orsay » (illustrée par Charles Berberian, produit par La Furieuse et sorti aux éditions Gallimard en octobre 2024). Le livre-audio relate en douze chansons les péripéties de l'ours Blanc du sculpteur François Pompon, parti en quête de sa banquise avec l'aide de « La petite danseuse de 14 ans » de Degas. Racontée par Bruno Podalydès et chantée par de nombreux invité.e.s comme : Aldebert, Faada Freddy, Jeanne Cherhal, Albin de la Simone, Clou, La Grande Sophie, Lydie Alberto, Fran Espinosa et Patrice Thibaud, le spectacle est quant à lui mis en scène par Patrice Thibaud et inauguré au musée d'Orsay (Mai 2024).
En 2025 sortira la troisième histoire de Superchat « Voyage au bout de l'ennui » et la version disque de Pompon Pompon.

## Discographie[13]

### Singles
2000 : Ça alors / Je t'aime / Inutile de me faire les yeux doux
2001 : Qui s'ignore
2001 : Diplômé de toi
2003 : Wonderful
2003 : Tout va bien (CD promo)
2004 : Les gens sont méchants

### Compilation
2012 : Les Pieds dans le plat/Bêtes en stock, coffret 2 CD, Naïve jeunesse 

### Livres-disques
2008 : Les Pieds dans le plat, illustrations Anne Laval, Milan jeunesse, coll. Tintamare,  (ISBN 978-2-7459-3401-7)
2011 : Les Pieds dans le plat, illustrations Anne Laval, Milan jeunesse, coll. Tintamare,  (ISBN 978-2-7459-5237-0)
2013 : La Vie de château, illustrations Anne Laval, Naïve,  (ISBN 978-2-3502-1400-9)
2015 : Chat chat chat, illustrations Charles Berberian, Didier Jeunesse,  (ISBN 978-2-278-08150-9)
2018 : Superchat, Les souffrances du gros werther illustrations Roland Garrigue
2019 : Mort de rire, illustrations Charles Berberian, Didier Jeunesse
2020 : Tous des chats, illustrations Charles Berberian, Le label dans la forêt
2024 : Pompon, Pompon une balade au Musée d'Orsay illustrations Charles Berberian, Gallimard  (ISBN 978-2-07-520267-1)

### Titres repris sur des compilations
2000 : La Compil des nouveaux talents, Sony : Je reste au lit
2003 : La Nouvelle Scène sur un plateau (CD promo)
2004 : Le Pop en duo, Le Pop Muzik : Tout va bien
2006 : French Playground, Putumayo World Music/Harmonia Mundi : Wonderful
2009 : La Compil' tintamarre, Milan/Naïve enfant : Les Poissons panés, La Saint Glin Glin, Privé de dessert, Ferme ta boîte à camembert
2009 : Mino no 3 (sélection 2009 de l'Adami et des Jeunesses musicales de France), Victorie/Universal Music : Mes parents sont bio, Les Poissons panés
2011 : The Rough Guide to Paris Lounge, World Music Network : Allons Z'enfants, Néfertiti
2015 : Chansons d'aujourd'hui pour les petits et les grands aussi !, Cristal : Les Poissons panés

### Participations diverses
2002 : L’Ascenseur de 22h43 d'Hubert-Félix Thiéfaine, interprétation Pascal Parisot, sur l'album hommage Les Fils du coupeur de joints
2007 : Christophe Colomb et la découverte des Amériques de Jules Verne, texte interprété par Johann Koullepis, musique de Pascal Parisot
2014 : Le Marchand des mers, interprétation Pascal Parisot, sur l'album Lila et les Pirates de Nicolas Berton